# Dictyonemobius
Dictyonemobius is een geslacht van rechtvleugeligen uit de familie krekels (Gryllidae). De wetenschappelijke naam van dit geslacht is voor het eerst geldig gepubliceerd in 1951 door Lucien Chopard.

## Soorten
Het geslacht Dictyonemobius omvat de volgende soorten:
- Dictyonemobius conaros Otte & Cowper, 2007
- Dictyonemobius howensis Otte & Rentz, 1985
- Dictyonemobius labasa Otte & Cowper, 2007
- Dictyonemobius lateralis Chopard, 1951
- Dictyonemobius pacificus Otte & Rentz, 1985
- Dictyonemobius pallidus Gorochov, 1986
- Dictyonemobius savu Otte & Cowper, 2007
- Dictyonemobius trico Otte & Cowper, 2007